# NGC 7798
NGC 7798 (другие обозначения — PGC 73163, UGC 12884, IRAS23568+2028, MCG 3-1-10, ZWG 456.9, MK 332, KUG 2356+204) — спиральная галактика (Sc) в созвездии Пегас.
Этот объект входит в число перечисленных в оригинальной редакции «Нового общего каталога».